# تشنموشل
تشنموشل (به آلمانی: Teschenmoschel) یک شهر در آلمان است که در دنرسبرگکرایس واقع شده‌است. تشنموشل ۱۲۳ نفر جمعیت دارد.